# Shahdon Winchester
Shahdon Shane Andre Winchester (Princes Town, 8 gennaio 1992 – Gasparillo, 19 dicembre 2019) è stato un calciatore trinidadiano, di ruolo attaccante.

## Biografia
È deceduto nel 2019 all'età di 27 anni in un incidente stradale assieme alla compagna e due uomini.